# Liste de films tournés en Normandie
Liste de films tournés en Normandie, par ordre chronologique.

## Années 1910

### 1913
- Les Enfants du Capitaine Grant
  - Manche : Falaises de Gréville-Hague

## Années 1920

### 1923
- La Dame de Monsoreau de René Le Somptier : avec Rolla Norman, Gina Manès, Geneviève Félix, Jean d'Yd
  - Manche : La Hague

### 1924
- L'Heureuse Mort de Serge Nadejdine : avec Suzanne Bianchetti, Nicolas Rimsky, Pierre Labry, René Maupré
  - Calvados : Honfleur
  - Seine-Maritime : Étretat

### 1928
- Le diable au cœur de Marcel L'Herbier : avec Betty Balfour, Jaque Catelain
  - Calvados : Honfleur

### 1929
- 1929 : Détresse, de Jean Durand : avec Philippe Hériat, Alice Roberts
  - Calvados : Deauville et Trouville-sur-Mer

## Années 1930

### 1933
- - Eure : Lyons-la-Forêt
  - Seine-Maritime : Rouen

### 1934
- Madame Bovary, de Jean Renoir : avec Valentine Tessier, Pierre Renoir, Alice Tissot
- L’Atalante de Jean Vigo : avec Michel Simon
  - Seine-Maritime : Le Havre, Saint-Adresse

### 1936
- Le Crime de monsieur Lange, de Jean Renoir : avec René Lefèvre, Jules Berry, Florelle
  - Seine-Maritime : Le Tréport

### 1938
- La Bête humaine de Jean Renoir : avec Jean Gabin, Simone Simon, Fernand Ledoux, Julien Carette, Blanchette Brunoy, Gérard Landry, Jenny Hélia, Colette Régis, Claire Gérard
  - Eure : Beuzeville, Pacy-sur-Eure

- Le Quai des brumes de Marcel Carné : avec Jean Gabin et Michèle Morgan, Michel Simon, Pierre Brasseur
  - Seine-Maritime : Le Havre

## Années 1940

### 1946
- Pas si bête d'André Berthomieu : avec Bourvil
  - Eure : Louviers

### 1947
- Les Chouans d'Henri Calef : avec Jean Marais, Madeleine Robinson, Madeleine Lebeau, Marcel Herrand, Pierre Dux, Paul Amiot, Roland Armontel, Jean Brochard, Guy Favières, Georges Paulais, Jacques Charon, Louis Seigner
  - Manche : Baie du Mont-Saint-Michel, Saint-James

- La Maison sous la mer d'Henri Calef : avec Viviane Romance, Anouk Aimée
  - Manche : Flamanville (dont le port de Diélette), Pontorson

- Monsieur Vincent de Maurice Cloche, retraçant la vie de Vincent de Paul, prêtre au XVIIe siècle, interprété par Pierre Fresnay : avec aussi Aimé Clariond, Jean Debucourt, Lise Delamare, Germaine Dermoz, Gabrielle Dorziat, Pierre Dux, Yvonne Gaudeau, Jean Carmet, Michel Bouquet
  - Manche : Mont-Saint-Michel

### 1948
- Une si jolie petite plage d'Yves Allegret : avec Madeleine Robinson, Gérard Philipe, Gérard Philipe, Jane Marken, Jean Servais, Julien Carette, André Valmy
  - Manche : Barneville-Carteret, La Bonneville

### 1949
- Manon d'Henri-Georges Clouzot : avec Cécile Aubry, Michel Auclair, Serge Reggiani, Gabrielle Dorziat, Andrex, Raymond Souplex, André Valmy
  - Orne : Le Merlerault
  - Calvados : Vire

## Années 1950

### 1950
- Au fil des ondes de Pierre Gautherin : avec Robert Lamoureux, Paulette Arnoux, Léo Campion, Jacques Charon, Georges de Caunes, Raymond Marcillac, Mireille, Jean Nohain, Line Renaud, Saint-Granier, Achille Zavatta
  - Calvados : Épron

- Ma pomme de Marc-Gilbert Sauvajon : avec Maurice Chevalier, Sophie Desmarets, Jean Wall, Jane Marken, Raymond Bussières
  - Calvados : Démouville

- La Marie du port de Marcel Carné : avec Jean Gabin, Nicole Courcel, Blanchette Brunoy, Julien Carette, Louis Seigner, Germaine Michel, Odette Laure
  - Manche : Cherbourg (les scènes sont tournées au cinéma Le Central, actuel Odéon, et dans la brasserie attenante, le Café du Grand balcon, aujourd'hui disparue. On aperçoit à plusieurs reprises le bassin de commerce, l’avant-port et le pont tournant), Saint-Vaast-la-Hougue (les principales scènes censées se dérouler à Port-en-Bessin dans le Calvados / le premier plan du film est une vue de l’entrée du port avec, à l’horizon, l'île de Tatihou), Port du Becquet.

### 1952
- Le Plaisir, de Max Ophüls : avec Danielle Darrieux, Jean Gabin, Claude Dauphin, Madeleine Renaud, Ginette Leclerc, Mila Parély, Pierre Brasseur, Jean Servais, Daniel Gélin, Simone Simon
  - Calvados : La Chapelle-Engerbold, Clécy, Pontécoulant, Trouville-sur-Mer, la scène de la communion est filmée autour de l'église de La Chapelle-Engerbold et à Trouville-sur-mer, du 7 juin au 18 août 1952, puis du 15 octobre au 10 novembre 1951
  - Orne : Cahan (la charmante petite gare où Jean Gabin attend les dames)

- Le Trou normand de Jean Boyer : avec Brigitte Bardot, Bourvil, Jane Marken, Jeanne Fusier-Gir, Roger Pierre, Pierre Larquey, Noël Roquevert
  - Eure : Conches-en-Ouche, Breteuil

### 1953
- Les Trois Mousquetaires d'André Hunebelle : avec Bourvil, Georges Marchal, Jacques François
  - Calvados : Honfleur

- Les Vacances de monsieur Hulot, de et avec Jacques Tati
  - Orne : Argentan (la gare, premiers plans du film)

### 1954
- Sur le banc de Robert Vernay : avec Raymond Souplex, Fernand Sardou
  - Calvados : Cabourg, Sallenelles

### 1955
- Napoléon de Sacha Guitry : avec Daniel Gélin, Raymond Pellegrin, Michèle Morgan, Sacha Guitry, Danielle Darrieux, Lana Marconi, Dany Robin, Michèle Cordoue, Patachou, Micheline Presle
  - Eure : Verneuil-sur-Avre

### 1958
- Les Violents d'Henri Calef : avec Paul Meurisse, Françoise Fabian, Fernand Ledoux, Béatrice Altariba, Jean Meyer, Louis Saintève
  - Calvados : Caen (scènes d'extérieur)

- Une vie d'Alexandre Astruc : avec Maria Schell, Christian Marquand, Maria Schell, Christian Marquand, Antonella Lualdi, Ivan Desny, Pascale Petit
  - Manche : Jobourg
  - Seine-Maritime : Lillebonne

### 1959
- Les Quatre Cents Coups de François Truffaut : avec Jean-Pierre Léaud
  - Calvados : Pennedepie, Villers-sur-Mer (sur la plage à marée basse / la dernière scène)

- Les Liaisons dangereuses 1960 de Roger Vadim : avec Jeanne Moreau, Gérard Philipe, Jeanne Valérie
  - Calvados : Deauville

## Années 1960

### 1960
- Arrêtez les tambours de Georges Lautner : avec Bernard Blier, Lucile Saint-Simon, Henri Virlogeux, Paulette Dubost, Jacques Marin
  - Calvados : Beaumont-en-Auge

- Le Baron de l’écluse de Jean Delannoy : avec Micheline Presle, Jean Gabin, Robert Dalban
  - Calvados : Hôtel Normandy à Deauville

### 1961
- Le Capitaine Fracasse de Pierre Gaspard-Huit : avec Jean Marais, Geneviève Grad, Sophie Grimaldi, Louis de Funès, Philippe Noiret, Jean Rochefort, Guy Delorme, Bernard Lajarrige, Christian Marin, Paul Préboist, Jacques Préboist
  - Eure : Gisors

### 1962
- Le Jour le plus long de Ken Annakin, Andrew Marton, Bernhard Wicki, Darryl F. Zanuck et Gerd Oswald : avec John Wayne, Robert Ryan, Richard Burton, Sean Connery, Paul Anka, Robert Wagner, Clint Eastwood, John Crawford, Kenneth More, Fernand Ledoux, Arletty, Jean-Louis Barrault, Bourvil, Madeleine Renaud, Georges Wilson, Bernard Fresson
  - Calvados : Ouistreham, Longues-sur-Mer (sur la batterie de Longues-sur-Mer, quelques scènes avant le débarquement), Vierville-sur-Mer, Cricqueville-en-Bessin (la pointe du Hoc - En mémoire des soldats américains, la pointe du Hoc est aujourd'hui un territoire américain), Caen (dont un pont ferroviaire), Bayeux, Port-en-Bessin-Huppain (dans un bâtiment situé à droite du port / scènes de l'attaque du casino de Ouistreham et scènes dans le bâtiment, qui n'existe plus depuis 2006, où des blessés de l'attaque sont soignés par des sœurs), Bénouville (sur le Pegasus Bridge, les scènes de la fusillade sur le pont au moment où les planeurs atterrissent / le Café Gondrée à côté du Pegasus Bridge)
  - Manche : Sainte-Mère-Église (le clocher de l'église Notre-Dame-de-l'Assomption et la place autour de l'église / scènes où le parachutiste américain John Steele s'accroche sur un angle du clocher de l'église, la fusillade sur la place, l'incendie d'une maison au bout de la place et la chaîne humaine pour aider à éteindre l'incendie), Saint-Marcouf (la Batterie de Crisbecq, située au nord de la plage d’Utah Beach).
  - Département de l'Orne

- Un singe en hiver d'Henri Verneuil, avec Jean Gabin et Jean-Paul Belmondo : avec Jean Gabin, Jean-Paul Belmondo, Suzanne Flon
  - Calvados : 
    - Villerville, appelé Tigreville dans le film, ce village de pêcheurs et cité balnéaire a servi de décor à celui-ci : maisons typiques, ruelles, vue sur la mer, etc. avec notamment l’ Hôtel des Bains (il s'appelait Stella dans le film et existe toujours aujourd'hui), le Cabaret Normand (à l'angle de la rue du Maréchal Foch et de la rue Daubigny : ce fameux bar existe toujours aujourd'hui), Le chic Parisien (rue Abel Mahu), la rue Abel Mahu, la Tour aux mouettes (au début du film, la scène de la tour en feu), et enfin la départementale D513 (la fameuse scène où Gabriel Fouquet, alias Jean-Paul Belmondo, entame sa corrida avec les voitures)
    - Le Bunker entre Villerville et Trouville-sur-Mer
    - Houlgate (une maison sur la corniche : la maison de passe, redécorée à l'ancienne)
    - Deauville : La gare de Trouville-Deauville pour la scène d'arrivée de Gabriel Fouquet
    - Lisieux (la gare de la capitale augeronne où s’est tournée la dernière scène du film)

- Nous irons à Deauville, de Francis Rigaud : avec Louis de Funès, Michel Serrault, Pascale Roberts, Claude Brasseur, Colette Castel, Michel Galabru, Jean Carmet, Roger Pierre, Jean-Marc Thibault, Sacha Distel, Jean Richard, Fernand Raynaud
  - Calvados : Deauville

- Les Mystères de Paris d'André Hunebelle : avec Dany Robin, Jean Marais, Raymond Pellegrin, Jill Haworth, Dany Robin, Pierre Mondy, Noël Roquevert, Jean Le Poulain, Paulette Dubost, Jacques Seiler
  - Seine-Maritime : Rouen
  - Eure : Vernonnet

- Jules et Jim de François Truffaut : avec Jeanne Moreau, Oskar Werner, Henri Serre, Marie Dubois, Sabine Haudepin
  - Seine-Maritime : Rouen

- Le diable et les Dix Commandements de Julien Duvivier : Michel Simon, Micheline Presle, Françoise Arnoul, Mel Ferrer, Claude Dauphin, Charles Aznavour, Lino Ventura, Maurice Biraud, Dominique Paturel, Fernandel, Alain Delon, Danielle Darrieux, Madeleine Robinson, Jean-Claude Brialy, Louis de Funès, Noël Roquevert, Jean Carmet
  - Calvados : Cabourg

### 1963
- La Cuisine au beurre de Gilles Grangier : avec Fernandel, Bourvil, Claire Maurier, Andrex, Mag-Avril, Edmond Ardisson, Henri Arius, Michel Galabru
  - Eure : Le Noyer-en-Ouche, La Ferrière-sur-Risle

### 1964
- Le Train de John Frankenheimer : avec Burt Lancaster, Paul Scofield, Jeanne Moreau, Suzanne Flon, Michel Simon
  - Eure : Acquigny
  - Les bords de l'Orne[Où ?]

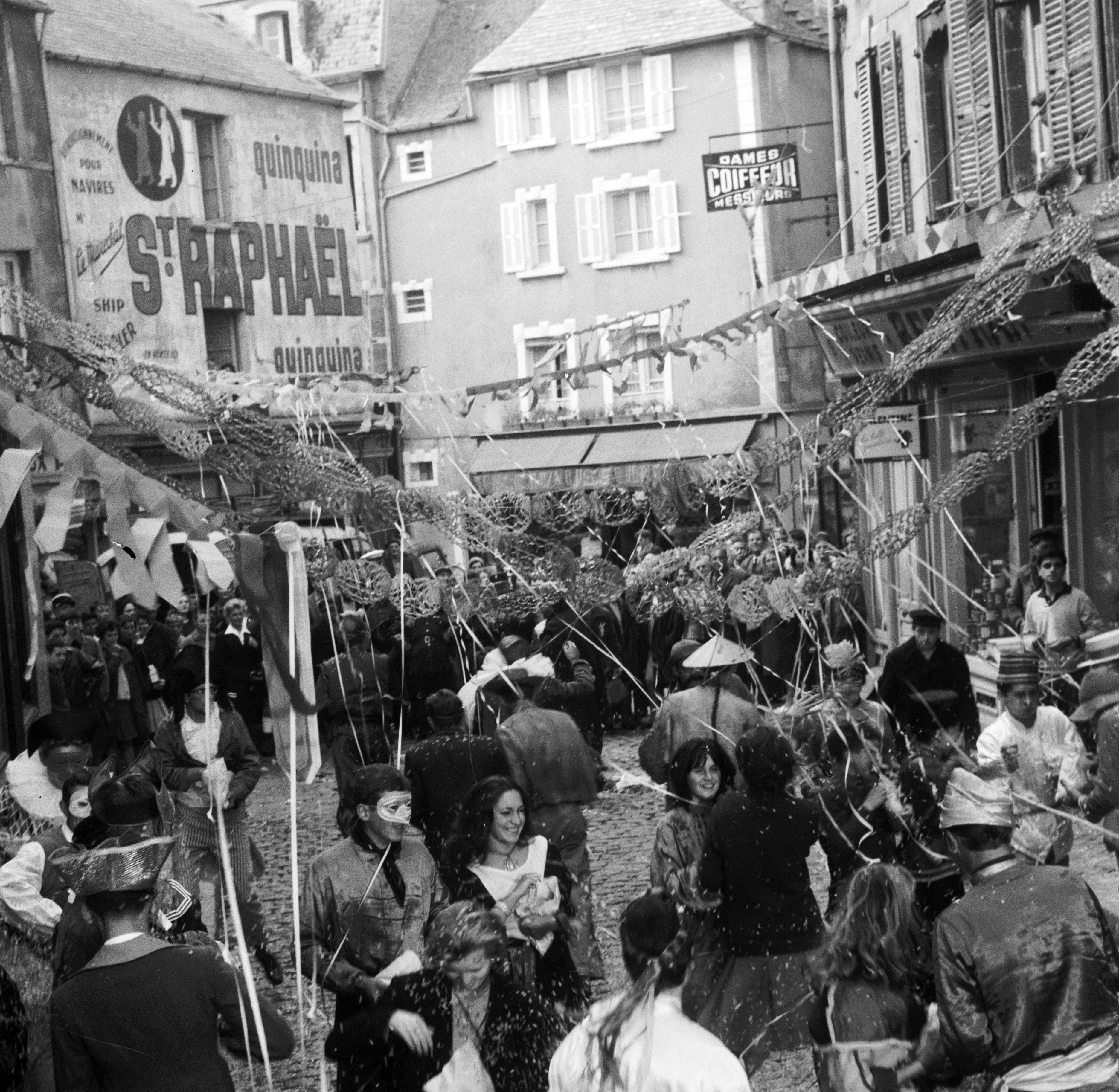
Les Parapluies de Cherbourg : tournage à Cherbourg de la scène du carnaval.

- Les Parapluies de Cherbourg de Jacques Demy : avec Catherine Deneuve, Nino Castelnuovo, Anne Vernon
  - Manche : Cherbourg (le carrefour du garage, la cour Marie, dans un magasin de la rue du Port, la gare SNCF, l’ancienne station Esso, le théâtre à l'italienne)

### 1965
- Le Jour d’après de Robert Parrish : avec Cliff Robertson, Red Buttons, Irina Demick, Raymond Bussières, Fernand Ledoux
  - Manche : Octeville, Le Val de Saire, Sainte-Mère-Église (les alentours)

- Quand passent les faisans d'Édouard Molinaro : avec Paul Meurisse, Bernard Blier, Jean Lefebvre, Michel Serrault, Daniel Ceccaldi, Robert Dalban, Jacques Dynam, Philippe Castelli, Paul Préboist, Édouard Molinaro
  - Calvados : Deauville

### 1966
- Un homme et une femme de Claude Lelouch : avec Anouk Aimée, Jean-Louis Trintignant, Pierre Barouh
  - Calvados : Deauville

### 1967
- Les Grandes Vacances de Jean Girault : avec Louis de Funès, Ferdy Mayne, Martine Kelly, François Leccia, Olivier de Funès, Claude Gensac, Maurice Risch, Mario David
  - Seine-Maritime : Le Mesnil-sous-Jumièges et Duclair (poursuite du bateau et scène du poulailler), Igoville (le restaurant-bar « Le Tonneau », au n°21 sur la D79, devant lequel s’arrête le camion Renault Goélette pick-up chargé de sac de charbon conduit par Louis de Funès)[1]

### 1968
- L'Homme à la Buick, de Gilles Grangier : avec Fernandel, Danielle Darrieux, Jean-Pierre Marielle, Georges Descrières, Amarande, Mario David, Henri Czarniak, Christian Barbier, Michel Lonsdale, Claude Pieplu, Claire Duhamel, Edmond Ardisson, Bernard Dhéran, Jacques Marin
  - Calvados : Honfleur (Côte de Grâce, vieux bassin, chapelle de l'Hôpital)

### 1969
- Le Cerveau, de Gérard Oury : avec Jean-Paul Belmondo, Bourvil, David Niven, Eli Wallach, Silvia Monti
  - Seine-Maritime : Le Havre, Rouen, Tancarville

## Années 1970

### 1970
- Le Mur de l'Atlantique de Marcel Camus : avec Bourvil, Peter McEnery, Sophie Desmarets, Jean Poiret, Reinhard Kolldehoff, Sara Franchetti, Terry-Thomas, Jacques Balutin, Jacques Préboist, Patrick Préjean, Jackie Sardou, Michel Robin
  - Manche : Barfleur, Saint-Vaast-la-Hougue

- La Horse de Pierre Granier-Deferre : avec Jean Gabin, André Weber, Christian Barbier, Julien Guiomar, Pierre Dux, Dominique Zardi
  - Eure : le Marais Vernier
  - Calvados :  Caen (l'ancien palais de justice)

- L'Étalon de Jean-Pierre Mocky : Bourvil, Francis Blanche, Jacques Legras, Michael Lonsdale, Dominique Zardi
  - Manche : Granville

- Le Clair de Terre de Guy Gilles : avec Edwige Feuillère, Annie Girardot, Patrick Jouané, Roger Hanin, Micheline Presle, Jacques François, Lucienne Boyer, Marthe Villalonga
  - Calvados : Deauville

- L'Ours et la Poupée de Michel Deville : avec Brigitte Bardot, Jean-Pierre Cassel, Daniel Ceccaldi, Xavier Gélin, Sabine Haudepin, Valérie Stroh
  - Seine-Maritime : Saint-Pierre-de-Manneville

### 1971
- Les Amis de Gérard Blain : avec Philippe March, Jean-Claude Dauphin
  - Calvados : Deauville

- Les Bidasses en folie de Claude Zidi : avec Gérard Rinaldi, Gérard Filippelli, Jean Sarrus, Luis Rego, Jean-Guy Fechner, Jacques Dufilho, Jacques Seiler, Marion Game, Martin Circus
  - Calvados : Caen (église Saint-Pierre, magasin de musique Guillaume, cinéma le Paris, avenue du 6 juin), Falaise (rue du Camp Fermé, rue Saint-Gervais, place Belle Croix, rue de la Pelleterie, rue de la Caserne, Centre de Secours Pompiers [scènes de caserne, extérieures et intérieures], château, maison aux coquillages [dans le film, c'est la maison des parents de Phil], les alentours de Falaise [quelques scènes de manœuvres]), Cabourg (Promenade Marcel Proust pour la scène du vol de la cabine de plage).

- Les Deux Anglaises et le Continent de François Truffaut : avec Jean-Pierre Léaud, Kika Markham, Stacey Tendeter, Marie Mansart, Philippe Léotard
  - Manche : Auderville, Cherbourg ( Gare transatlantique), Le Vast (Domaine de la Germonière).

- Les Malheurs d'Alfred de Pierre Richard : avec Pierre Richard, Anny Duperey, Jean Carmet, Paul Préboist, Paul Le Person, Mario David, Francis Lax, Yves Robert, Robert Dalban, Pierre Mondy, Évelyne Buyle
  - Calvados : Honfleur

- Mourir d’aimer d'André Cayatte : avec Annie Girardot, Bruno Pradal, Claude Cerval, François Simon, Jean-Paul Moulinot, Jean Bouise
  - Seine-Maritime : Rouen

### 1972
- Les Caïds de Robert Enrico : avec Serge Reggiani, Jean Bouise, Juliet Berto, Patrick Bouchitey, Michel Constantin
  - Manche : Barfleur, Saint-Germain-des-Vaux, Cherbourg

- Nous ne vieillirons pas ensemble Maurice Pialat : avec Marlène Jobert, Jean Yanne, Macha Méril, Christine Fabrega, Jacques Galland, Muse Dalbray, Patricia Piérangeli, Maurice Risch
  - Calvados : Honfleur

- Coup pour coup de Marin Karmitz : avec Danielle Chinsky, François Knobelspiess, André Rouyer, Christine Lipinska, Eva Damien
  - Seine-Maritime : Elbeuf, rue Camille Randoing

- Les Malheurs d'Alfred de Pierre Richard : avec Pierre Richard, Anny Duperey, Jean Carmet, Paul Préboist, Paul Le Person, Mario David, Francis Lax, Yves Robert, Robert Dalban, Pierre Mondy, Evelyne Buyle, Georges Beller
  - Calvados : Honfleur

### 1974
- Le Retour du grand blond d'Yves Robert : avec Pierre Richard, Jean Carmet, Jean Rochefort, Mireille Darc, Michel Duchaussoy, Jean Bouise, Paul Le Person, Colette Castel, Henri Guybet
  - Seine-Maritime : bord de mer à l'église de Varengeville-sur-Mer

- Les Valseuses de Bertrand Blier : avec Gérard Depardieu, Patrick Dewaere, Miou-Miou, Jeanne Moreau, Brigitte Fossey, Jacques Chailleux, Isabelle Huppert
  - Calvados : bord de mer à Luc-sur-Mer (scènes avec Jean-Claude/Gérard Depardieu, Pierrot/Patrick Dewaere, et Jeanne/Jeanne Moreau, déjeunant dans le restaurant), Caen (Monoprix où Jeanne/Jeanne Moreau, s'achète des vêtements), Basly (les alentours).
  - Seine-Maritime : Rouen

### 1975
- Le Gitan de José Giovanni : avec Alain Delon, Paul Meurisse, Annie Girardot, Marcel Bozzuffi, Bernard Giraudeau, Renato Salvatori
  - Calvados : Dives-sur-Mer (scènes du début tournées dans les cités de l'usine, aujourd'hui Port Guillaume), Trouville-sur-Mer

- La Course à l'échalote de Claude Zidi : avec Pierre Richard, Jane Birkin, Michel Aumont, Marc Doelnitz, Amadeus August, Henri Déus, Luis Rego, Catherine Allégret, André Bézu, Troupe de L'Alcazar de Paris
  - Manche : Cherbourg

- Adieu Poulet de Pierre Granier-Deferre : avec Lino Ventura, Patrick Dewaere, Victor Lanoux, Julien Guiomar, Pierre Tornade, Claude Rich, Claude Brosset, Michel Beaune, Jacques Serres, Henri Attal, Dominique Zardi, Valérie Mairesse
  - Seine-Maritime : Rouen

### 1976
- Docteur Françoise Gailland de Jean-Louis Bertuccelli : avec Annie Girardot, Jean-Pierre Cassel, François Périer, Isabelle Huppert, Suzanne Flon, Josephine Chaplin, Bernard-Pierre Donnadieu
  - Calvados : Honfleur

- Moi, Pierre Rivière, ayant égorgé ma mère, ma sœur et mon frère... de René Allio
  - Orne : Athis-de-l'Orne, Flers et Tinchebray

### 1977
- La Dentellière de Claude Goretta : avec Isabelle Huppert, Yves Beneyton, Florence Giorgetti, Anne-Marie Düringer, Renate Schroeter, Christian Baltauss, Monique Chaumette, Jean Obé, Jeanne Allard, Sabine Azéma, Christian Peythieu, Michel de Ré, Odile Poisson
  - Calvados : Cabourg, Deauville, Ouistreham

- La Coccinelle à Monte-Carlo de Vincent McEveety : avec Dean Jones, Don Knotts, Julie Sommars, Jacques Marin, Roy Kinnear, Bernard Fox, Eric Braeden, Xavier Saint-Macary
  - Calvados : le vieux bassin de Honfleur (au générique du début, scène de la Coccinelle longeant les boucles de la Seine).

- Diabolo menthe  de Diane Kurys : avec Éléonore Klarwein, Odile Michel, Anouk Ferjac, Michel Puterflam, Yves Rénier, Robert Rimbaud, Marie-Véronique Maurin, Corinne Dacla, Coralie Clément, Anne Guillard, Dora Doll, Françoise Bertin, Jacqueline Doyen, Tsilla Chelton. Nadine Alari, Marthe Villalonga, Dominique Lavanant
  - Calvados : plage de Saint-Aubin-sur-Mer

- Alice ou la Dernière Fugue de Claude Chabrol : avec Sylvia Kristel, Charles Vanel, André Dussollier, Bernard Rousselet, Fernand Ledoux, Jean Carmet, François Perrot, Thomas Chabrol
  - Calvados : au moins une scène auprès de l'église de Dives-sur-Mer

- Le mille-pattes fait des claquettes de Jean Girault : avec Francis Perrin, Roger Miremont, Jean-Jacques Moreau, Michel Galabru, Jacques Balutin, Jacques Marin, Yves Barsacq, Henri Virlojeux, Hans Meyer, Claude Piéplu, Robert Berri, Henri Lambert, Philippe Dumat, Katia Tchenko, Guy Grosso, Michel Modo, Germaine Delbat, Jacques Rispal, Juliette Mills, Hans Verner, Fernand Berset, Marius Laurey, Jacques Galland, Fulbert Janin, Marie-Véronique Maurin, Vincent Grass, Robert Party, Jean Le Mouël, Nicole Desailly
  - Seine-Maritime : Saint-Valery-en-Caux (5 Quai du Havre, 31 rue des Pénitents)

### 1978
- Je suis timide... mais je me soigne de Pierre Richard : avec Pierre Richard, Aldo Maccione, Jacques François, Mimi Coutelier, Catherine Lachens, Robert Dalban, Jean-Claude Massoulier, Jacques Fabbri, Robert Castel, Francis Lax
  - Calvados : Deauville

- La Chambre verte de François Truffaut : avec François Truffaut, Nathalie Baye, Jean Dasté
  - Calvados : Caen (le cimetière des Quatre-Nations, rue Desmoueux), Honfleur

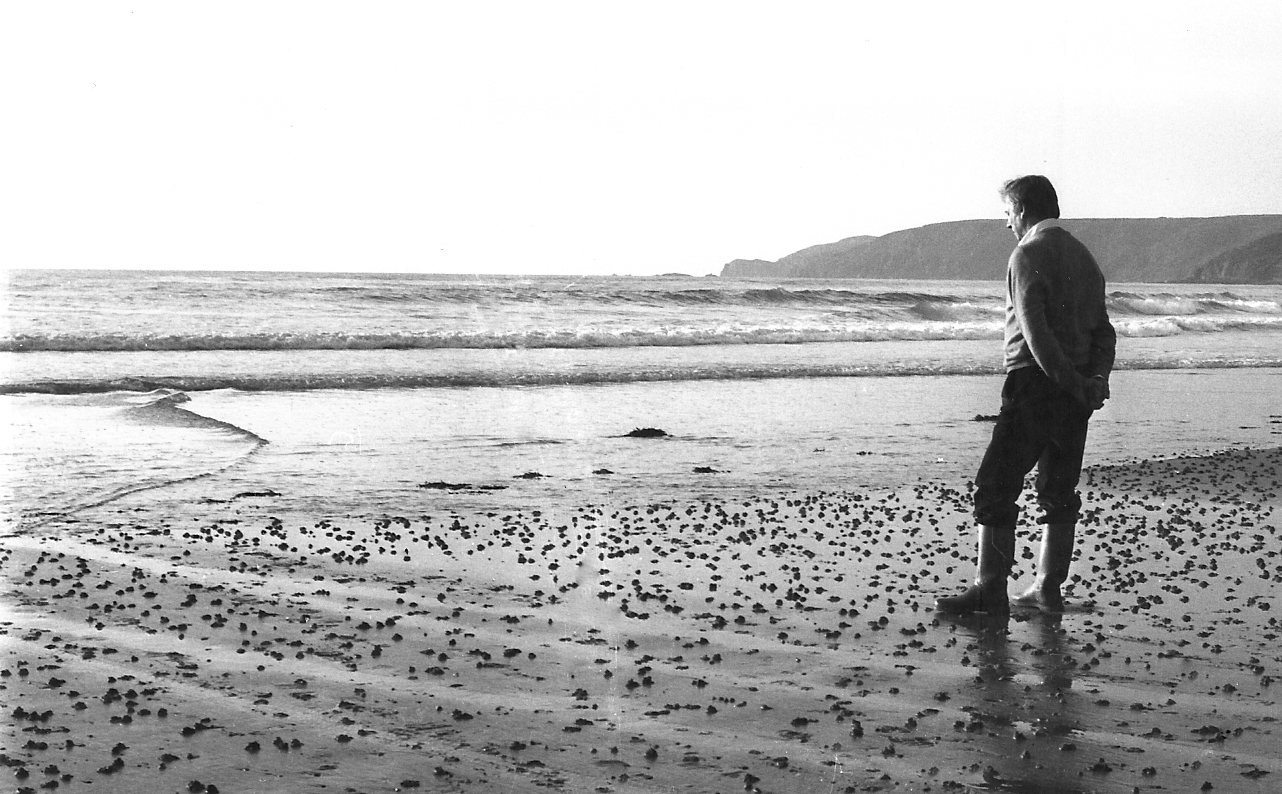
Yves Montand sur la plage de Vauville pendant le tournage du film Les Routes du sud, le 26 10 1977.

- Les Routes du sud de Joseph Losey : avec Yves Montand, Miou-Miou, Laurent Malet, France Lambiotte, José Luis Gómez, Jean Bouise, Maurice Bénichou, Didier Sauvegrain, Claire Bretécher
  - Manche : Cherbourg (la gare), la côte de la Hague.

- Fedora de Billy Wilder : avec Marthe Keller, William Holden, Hildegard Knef, José Ferrer, Henry Fonda, Michael York
  - Manche : Le Rozel, Vauville

- Tendre Poulet de Philippe de Broca : avec Annie Girardot, Philippe Noiret, Catherine Alric, Hubert Deschamps, Paulette Dubost, Roger Dumas, Raymond Gérôme, Guy Marchand, Simone Renant, Georges Wilson
  - Calvados : Honfleur

- Préparez vos mouchoirs de Bertrand Blier : avec Gérard Depardieu, Carole Laure, Patrick Dewaere, Michel Serrault, Éléonore Hirt, Jean Rougerie, Sylvie Joly, Riton Liebman, Liliane Rovère, Michel Beaune
  - Seine-Maritime : Le Tréport

### 1979
- Tess de Roman Polanski : avec Nastassja Kinski, Peter Firth, David Markham, Richard Pearson, Carolyn Pickles, Pascale de Boysson, Arielle Dombasle
  - Manche : Presqu'île du Cotentin, Omonville-la-Rogue (ferme du Tourp), Éculleville (scène du mariage à l’église)
  - Calvados : Hermanville-sur-Mer (une villa sur la digue)

- La Drôlesse de Jacques Doillon : avec Claude Hébert, Madeleine Desdevises, Paulette Lahaye, Juliette Le Cauchoix, Fernand Decaean, Dominique Besnehard
  - Calvados : Bocage virois

## Années 1980

### 1980
- Trois hommes à abattre de Jacques Deray : avec Alain Delon, Dalila Di Lazzaro, Michel Auclair, Pascale Roberts, Lyne Chardonnet, Jean-Pierre Darras, Bernard Le Coq, François Perrot, André Falcon, Féodor Atkine, Daniel Breton, Christian Barbier, Simone Renant, Pierre Dux, Gilette Barbier, Francis Lemaire
  - Calvados : Trouville-sur-Mer (la plage de / scènes de la tentative de noyade de Michel Gerfaut, alias Alain Delon)

- Un mauvais fils de Claude Sautet : avec Patrick Dewaere, Yves Robert, Brigitte Fossey, Jacques Dufilho, Claire Maurier, Sophie Artur, Raouf Ben Yaghlane, Franck-Olivier Bonnet, Jean-Claude Bouillaud, Antoine Bourseiller, Étienne Chicot, Dominique Zardi, Laure Duthilleul
  - Calvados : Luc-sur-Mer (scène où Bruno Calgagni, alias Patrick Dewaere, se déshabille et se jette à l'eau)

### 1981
- PSY de Philippe de Broca, sortie le 4 février 1981 : avec Patrick Dewaere, Anny Duperey, Jean-François Stévenin, Catherine Frot, Michel Creton, Jean-Pierre Darroussin, Michel Muller, Dominique Besnehard
  - Seine-Maritime : château de la Heuze à Bellencombre

- La Dernière Nuit de Marie Stuart, téléfilm de Didier Decoin :
  - Manche : château de Pirou à Pirou, Vieille tour de Taillepied

- Diva de Jean-Jacques Beineix : avec Frédéric Andrei, Richard Bohringer, Thuy An Luu, Jacques Fabbri, Gérard Darmon, Dominique Pinon
  - Manche : le phare de Gatteville à Gatteville-le-Phare

- Le Chêne d'Allouville de Serge Pénard : avec Jean Lefebvre, Bernard Ménez, Henri Guybet, Pierre Tornade, Philippe Nicaud, Jean-Pierre Darras, Nicolas Peyrac, Max Meynier, Christophe Guybet, Jean-Luc Moreau
  - Seine-Maritime : Allouville-Bellefosse

### 1982
- Légitime Violence de Serge Leroy : avec Claude Brasseur, Véronique Genest, Christophe Lambert, Thierry Lhermitte, Jean-Marie Lemaire, Roger Planchon, Michel Aumont, Plastic Bertrand, Pierre Michaël, Francis Lemarque, Christian Bouillette, Mireille Delcroix, François Clavier, Francis Frappat, Arlette Gilbert, Valérie Kaprisky, André Valardy, Dominique Besnehard, Michel Tugot-Doris, Dominique Valadie, Pierre Aknine], Serge Bourrier, Mado Maurin, Éric Métayer
  - Calvados : Deauville (dont la gare SNCF / scène du mitraillage dans la gare)

- Le Corbillard de Jules de Serge Penard : avec Aldo Maccione, Francis Perrin, Jean-Marc Thibault, Henri Courseaux, Cheik Doukouré, Rebecca Potok, Jacques Martial, Philippe Nicaud, Henri Guybet, André Pousse, François Dyrek, Fanny Bastien
  - Orne : la rue Cazault à Alençon

- L’Étoile du Nord de Pierre Granier-Deferre : avec Simone Signoret, Philippe Noiret, Fanny Cottençon, Jean-Pierre Klein, Julie Jézéquel, Jean Rougerie, Jean-Yves Chatelais
  - Manche : le port de Goury à Auderville

### 1983
- Édith et Marcel de Claude Lelouch : avec Évelyne Bouix, Jacques Villeret, Francis Huster, Jean-Claude Brialy, Marcel Cerdan Jr, Jean Bouise, Charles Gérard, Charlotte de Turckheim, Micky Sébastian, Maurice Garrel, Ginette Garcin, Philippe Khorsand, Jany Gastaldi, Candice Patou, Tanya Lopert, Jean Rougerie, Beata Tyszkiewicz, Charles Aznavour, Stéphane Ferrara, Jean-Pierre Bacri
  - Calvados : Cabourg (la promenade Marcel Proust / scène où Jacques, alias Jacques Villeret, épie Margot, alias Evelyne Bouix, qui sort du "Grand Hôtel")

- Attention ! Une femme peut en cacher une autre de Georges Lautner : avec Miou-Miou, Roger Hanin, Eddy Mitchell, Rachid Ferrache, Dominique Lavanant, Charlotte de Turckheim, Renée Saint-Cyr, François Perrot, Jean Rougerie, Venantino Venantini, Philippe Khorsand, Florence Giorgetti, Roland Giraud, Robert Dalban, Michel Pilorgé, Muriel Montossey, Georges Lautner
  - Calvados : Deauville

- Le Démon dans l'île de Francis Leroi : avec Jean-Claude Brialy, Anny Duperey, Gabriel Cattand, Pierre Santini, Janine Magnan
  - Manche : Barfleur

- Pauline à la plage d'Éric Rohmer : avec Amanda Langlet, Arielle Dombasle, Pascal Greggory, Féodor Atkine, Simon de La Brosse, Rosette
  - Manche : Jullouville

### 1984
- À mort l'arbitre de Jean-Pierre Mocky : Michel Serrault, Eddy Mitchell, Carole Laure, Claude Brosset, Laurent Malet, Jean-Pierre Mocky, Géraldine Danon, Sophie Moyse, Dominique Zardi, Jean Abeillé, Jean Cherlian, Antoine Mayor
  - Seine-Maritime : stade Robert-Diochon au Petit-Quevilly et Rouen

### 1985
- Poulet au vinaigre de Claude Chabrol, sortie le 10 avril 1985 : avec Jean Poiret, Stéphane Audran, Lucas Belvaux, Michel Bouquet, Caroline Cellier, Jean Topart, Pauline Lafont, Josephine Chaplin, Jean-Claude Bouillaud, Andrée Tainsy, Jacques Frantz, Henri Attal, Dominique Zardi, Jean-Marie Arnoux, Albert Dray
  - Seine-Maritime : Forges-les-Eaux

- L'Avenir d'Émilie d'Helma Sanders-Brahms
  - Manche : Manche

- Le Quatrième Pouvoir de Serge Leroy : avec Philippe Noiret, Nicole Garcia, Jean-Claude Brialy, Pascal Légitimus, Gérard Darier, Roland Blanche, François-Eric Gendron, Michel Subor, Christian Bouillette
  - Calvados : Honfleur

### 1986
- Le Rayon vert d'Éric Rohmer : avec Marie Rivière, Vincent Gauthier, Rosette, Béatrice Romand, Carita, Lisa Hérédia, Julie Quéré
  - Manche : Cherbourg, Côte de la Hague

- Un homme et une femme : Vingt ans déjà de Claude Lelouch : avec Jean-Louis Trintignant, Anouk Aimée, Richard Berry, Évelyne Bouix, Marie-Sophie L., Philippe Leroy-Beaulieu. Charles Gérard, Antoine Sire, Patrick Poivre d'Arvor, Thierry Sabine, Robert Hossein, Jacques Weber, Tanya Lopert, Nicole Garcia, Jean-Claude Brialy, Michèle Morgan, Gérard Oury, Isabelle Sadoyan
  - Calvados : Deauville

### 1987
- Tandem de Patrice Leconte : avec Gérard Jugnot, Jean Rochefort, Sylvie Granotier, Julie Jézéquel, Jean-Claude Dreyfus, Ged Marlon, Marie Pillet, Albert Delpy, Gabriel Gobin, Philippe Dormoy, Jacques Rousselot
  - Calvados : le casino de Deauville

- Voulez-vous mourir avec moi ? de Petra Haffter
  - Calvados : Deauville

- Le Diable rose de Pierre B. Reinhard : avec Roger Carel, Pierre Doris, Brigitte Lahaie, Mario Pecqueur, Jeanne Herviale, Gisèle Touret, Michel Tugot-Doris
  - Manche : Barfleur

### 1988
- La Petite Voleuse de Claude Miller : avec Charlotte Gainsbourg, Didier Bezace, Simon de La Brosse, Clotilde de Bayser, Raoul Billerey, Chantal Banlier, Nathalie Cardone, Renée Faure, Catherine Arditi, Silvie Laguna, Pierre Maguelon, Chantal Neuwirth, Jacques Herlin, Claude Guyonnet, Dominique Besnehard, Jacky Nercessian, Erick Deshors, Marie-Thérèse Orain
  - Calvados : Creully, Bayeux (l’ancien cinéma "Modern", rue des Bouchers / la gare SNCF)
  - Manche : Carentan, Biville, Barneville-Carteret

- Une affaire de femmes de Claude Chabrol : avec Isabelle Huppert, François Cluzet, Nils Tavernier, Marie Trintignant, Lolita Chammah, Marie Bunel, Dominique Blanc, Dani
  - Seine-Maritime : Dieppe (Quartier la Tour aux Crabes, 1er logement d'Isabelle Huppert et François Cluzet / Quartier le Talou, 2e logement d'Isabelle Huppert et François Cluzet / rue Toustain, cours de chant d'Isabelle Huppert / Promenade des Anglais, sur la plage avec Marie Trintignant)

### 1989
- Tumultes de Bertrand Van Effenterre : avec Bruno Cremer, Nelly Borgeaud, Julie Jézéquel, Clotilde de Bayser, Laure Marsac, Jean-Paul Comart, Christian Cloarec
  - Manche : Baie d'Écalgrain (entre le Cap de la Hague et le Nez de Jobourg), les routes de la région de Valognes, Saint-Vaast-la-Hougue (intérieur de l'entrepôt)

- Valmont de Miloš Forman : avec Colin Firth, Annette Bening, Meg Tilly, Fairuza Balk, Siân Phillips, Jeffrey Jones, Henry Thomas, T.P. McKenna, Isla Blair, Ian McNeice, Ronald Lacey, Vincent Schiavelli, Sandrine Dumas, Nils Tavernier, Sébastien Floche, Daniel Laloux, Christian Bouillette
  - Calvados : Caen (l'Abbaye aux Hommes, premières scènes au couvent de Madame de Volanges), Cabourg

## Années 1990

### 1990
- Ripoux contre ripoux de Claude Zidi : avec Philippe Noiret, Thierry Lhermitte, Guy Marchand, Jean-Pierre Castaldi, Grace de Capitani, Line Renaud, Michel Aumont, Jean Benguigui, Jean-Claude Brialy
  - Orne : Bellavilliers (Haras de la Pillière / scènes de chevaux et scènes champêtres), Chailloué (le bar-hôtel, place de la gare de Surdon / scène où René, alias Philippe Noiret, arrive chez son ami en Normandie ; puis scène où il va téléphoner à l'hôtel), Moulins-la-Marche (Hippodrome Jean-Gabin / scène du tiercé)

- Le Mari de la coiffeuse de Patrice Leconte : avec Anna Galiena, Jean Rochefort, Ticky Holgado
  - Manche : Barneville-Carteret

### 1991
- Le Secret de Sarah Tombelaine de Daniel Lacambre : avec Irène Jacob, Marc de Jonge
  - Manche : Cherbourg

- Madame Bovary de Claude Chabrol : avec François Périer, Isabelle Huppert, Jean-François Balmer, Christophe Malavoy, Lucas Belvaux, Jean Yanne
  - Eure : Lyons-la-Forêt
  - Seine-Maritime : Rouen

- Robin des Bois, prince des voleurs de Kevin Reynolds : avec Kevin Costner, Morgan Freeman, Christian Slater, Alan Rickman, Mary Elizabeth Mastrantonio, Sean Connery
  - Calvados

### 1992
- Riens du tout de Cédric Klapisch : avec Fabrice Luchini, Jean-Pierre Darroussin, Odette Laure, Olivier Broche, Antoine Chappey, Jean-Michel Martial, Fred Personne, Zinedine Soualem, Karin Viard, Simon Abkarian
  - Calvados : viaduc de la Souleuvre (scène du saut à l'élastique)

### 1993
- Profil bas de Claude Zidi : avec Patrick Bruel, Sandra Speichert, Didier Bezace, Jean Yanne, Jacques Rosny, Jean-Louis Tribes, Jean-Pierre Castaldi, Arnaud Giovaninetti, Michel Crémadès, Antoine Duléry, Laurent Gendron, Mathias Jung, Olivier Marchal, Marie Zidi, Gilette Barbier, Didier Kaminka
  - Calvados : Cabourg

- Julie, bientôt douze ans et demi d'Olivier Langlois
  - Manche : Barfleur

### 1994
- Jeanne la Pucelle de Jacques Rivette : avec Sandrine Bonnaire, André Marcon, Martine Pascal, Jean-Louis Richard, Marcel Bozonnet, Patrick Le Mauff, Didier Sauvegrain, Jean-Pierre Lorit, Alain Ollivier, Bruno Wolkowitch, Romain Lagarde. Florence Darel, Pierre Baillot, Mathias Jung, Tatiana Moukhine, Jean-Marie Richier, Jean-Claude Jay, Olivier Cruveiller, David Lowe, Vincent Solignac
  - Seine-Maritime : Rouen

### 1995
- Le Retour de Ferdinand (court-métrage) de Jean-Jacques Lion :
  - Manche : aux alentours de Saint-Lô

- Les Misérables de Claude Lelouch : avec Jean-Paul Belmondo, Michel Boujenah, Alessandra Martines, Salomé Lelouch, Annie Girardot, Philippe Léotard, Clémentine Célarié, Philippe Khorsand, Ticky Holgado, Rufus, Nicole Croisille, William Leymergie, Jean Marais, Micheline Presle, Daniel Toscan du Plantier, Michaël Cohen, Jacques Boudet, Robert Hossein, Darry Cowl, Antoine Duléry, Jacques Gamblin, Pierre Vernier, Cyrielle Clair, Paul Belmondo, Sylvie Joly, Margot Abascal, Jean-François Dérec, Isabelle Sadoyan, Marie Bunel, Nathalie Cerda, Stéphane Ferrara, Natty Tardivel, Didier Barbelivien
  - Calvados : Villers-sur-Mer

### 1996
- Omaha Beach, court-métrage, de Fabrice Castagnier :
  - Manche : Cherbourg

### 1997
- La Vérité si je mens ! de Thomas Gilou : avec Richard Anconina, Richard Bohringer, Amira Casar, Vincent Elbaz, Aure Atika, Élie Kakou, José Garcia, Bruno Solo, Gilbert Melki, Anthony Delon, Sabrina Van Tassel, Victor Haïm, Isaac Sharry, Gladys Cohen, Valérie Benguigui, Guy Amram, Gilbert Levy, Roméo Sarfati, Emma Warg, Daniel Prévost
  - Calvados : Deauville
  - Eure : Louviers

### 1998
- En plein cœur de Pierre Jolivet : avec Gérard Lanvin, Virginie Ledoyen, Carole Bouquet, Guillaume Canet, Jean-Pierre Lorit, Denis Podalydès, Anne Le Ny
  - Calvados : Houlgate

- Hasards ou Coïncidences de Claude Lelouch : avec Alessandra Martines, Pierre Arditi, Marc Hollogne, Véronique Moreau, Patrick Labbé, Laurent Hilaire, Geoffrey Holder, Luigi Bonino, France Castel, Arthur Cheysson, Sophie Clément, Gaston Lepage, Charles Gérard, Jacques Lavallée, David La Haye, Jango Edwards
  - Calvados : Dives-sur-Mer

- Il faut sauver le soldat Ryan de Steven Spielberg : avec Tom Hanks, Edward Burns, Tom Sizemore, Matt Damon, Barry Pepper, Adam Goldberg, Vin Diesel, Giovanni Ribisi, Jeremy Davies, Leland Orser, Ted Danson, Nathan Fillion, Bryan Cranston, Dennis Farina, Paul Giamatti, Harve Presnell, Ryan Hurst, Dale Dye, Harrison Young
  - Manche
  - Calvados : le Cimetière militaire américain de Colleville-sur-Mer (scènes à la fin du film)

### 1999
- Jeanne d’Arc de Luc Besson : avec Milla Jovovich, Dustin Hoffman, Faye Dunaway, John Malkovich, Tchéky Karyo, Vincent Cassel, Pascal Greggory, Desmond Harrington, Richard Ridings, Tara Römer, Vincent Regan, Toby Jones, Gérard Krawczyk, Timothy West
  - Orne : Sées (les scènes du sacre, le parvis de la cathédrale de Sées, reconstruction d'un village du Moyen Âge sur ce parvis), La Trinité-des-Laitiers, Gacé (le château de Gacé à Gacé)

- Un pont entre deux rives de Gérard Depardieu et Frédéric Auburtin : avec Gérard Depardieu, Carole Bouquet, Charles Berling, Christiane Cohendy, Dominique Reymond, Mélanie Laurent, Michelle Goddet, Stanislas Crevillén, Gérard Dauzat, Agathe Dronne
  - Eure : Lieurey (dans la salle des fêtes/scènes au Splendid), Pont-Audemer (extérieurs du cinéma le Royal/scènes de sortie du cinéma au début et en cours du film), Saint-Germain-Village (intérieurs et extérieur d'un pavillon particulier/scènes à la maison de Georges, alias Gérard Depardieu, et Mina, alias Carole Bouquet)
  - Calvados : Gonneville-sur-Honfleur (intérieurs et extérieur d'un manoir particulier/scènes au manoir des Dabovals), Merville-Franceville-Plage (maison en bord de mer), Arromanches-les-Bains (scènes dans un restaurant)
  - Seine-Maritime : Yainville (sur les berges de la Seine/scènes de chantier et des baraquements), Rouen (intérieurs du café Routot/scènes au Café Babette), Caudebec-en-Caux (intérieurs du cinéma/scènes avant la transformation du cinéma), La Mailleraye-sur-Seine (Place de la Marine)

- Comme un poisson hors de l'eau d'Hervé Hadmar : avec Monica Bellucci, Dominique Pinon, Michel Muller, Tchéky Karyo, Mehmet Ulusoy, Philippe Haïm, André Pousse, José Garcia, Lemmy Constantine, Jean-Claude Bouillon, Isabelle Doval
  - Calvados : le Grand Hôtel de Cabourg

- Extension du domaine de la lutte de Philippe Harel : avec Philippe Bianco, Philippe Harel, José Garcia, Catherine Mouchet, Alain Guillo, Yvan Garrouel, Christophe Rossignon, Michka Assayas
  - Seine-Maritime : Rouen

- Pola X de Léos Carax avec Guillaume Depardieu, Catherine Deneuve, Katerina Golubeva, Laurent Lucas, Patachou, Samuel Dupuy, Delphine Chuillot
  - Eure : château d'Acquigny

## Années 2000

### 2000
- La Minute de bonheur de Cyril Balayn et David Rault :
  - Calvados : Caen

- Sade de Benoît Jacquot : avec Daniel Auteuil, Marianne Denicourt, Jean-Pierre Cassel, Grégoire Colin, Jeanne Balibar, Isild Le Besco, Jalil Lespert, Philippe Duquesne, Sylvie Testud, François Levantal
  - Orne : abbaye Saint-Martin à Sées

- Drôle de Félix d’Olivier Ducastel et Jacques Martineau : avec Sami Bouajila, Patachou, Ariane Ascaride, Pierre-Loup Rajot, Maurice Bénichou
  - Seine-Maritime : Dieppe

- Selon Matthieu de Xavier Beauvois : avec Nathalie Baye, Benoît Magimel
  - Seine-Maritime : Étretat

- La Candide Madame Duff de Jean-Pierre Mocky : avec Jean-Pierre Mocky, Pierre Cosso, Alexandra Stewart, Dick Rivers
  - Manche : château des Ravalet à Tourlaville

- Saint-Cyr de Patricia Mazuy : avec Isabelle Huppert, Jean-Pierre Kalfon, Simon Reggiani, Jean-François Balmer, Nina Meurisse, Morgane Moré, Jérémie Renier, Anne Marev
  - Calvados : Caen (l'Abbaye aux Dames, Place Reine Mathilde, l'Abbaye aux Hommes, Esplanade Jean-Marie Louvel), Colombières (dans les marais de Colombières), Dives-sur-Mer (dans les marais de Dives-sur-Mer), Troarn, Mézidon-Canon (dans les jardins du château de Canon)
  - Orne : Sées (l'abbaye Saint-Martin), Saint-Christophe-le-Jajolet (dans le parc du château de Sassy)

- Love Me de Laetitia Masson : avec Sandrine Kiberlain, Johnny Hallyday, Jean-François Stévenin, Aurore Clément, Julie Depardieu, Salomé Stévenin, Christine Boisson, Élie Semoun, Little Bob
  - Seine-Maritime : Le Havre, Étretat
  - Calvados : Deauville

- Le Goût des autres d’Agnès Jaoui : avec Anne Alvaro, Jean-Pierre Bacri, Alain Chabat, Agnès Jaoui, Gérard Lanvin, Christiane Millet, Wladimir Yordanoff, Anne Le Ny
  - Seine-Maritime : Rouen

### 2001
- La Vérité si je mens ! 2 de Thomas Gilou : avec Richard Anconina, José Garcia, Bruno Solo, Gilbert Melki, Gad Elmaleh, Daniel Prévost, Aure Atika, Amira Casar, Élisa Tovati, Enrico Macias, Nicole Calfan, Pierre-François Martin-Laval, Isabelle Doval
  - Calvados : Deauville

- Le Peuple migrateur de Jacques Cluzaud et Michel Debats (avec la voix de Jacques Perrin) :
  - Manche : réserve naturelle nationale de la Mare de Vauville à Vauville

- Leçon de ténèbres de Vincent Dieutre : avec Andrzej Burzynski, Hubert Geiger, Vincent Dieutre
  - Seine-Maritime : Rouen (musée des Beaux-Arts)

### 2002
- Possession de Neil LaBute : Gwyneth Paltrow, Aaron Eckhart, Jeremy Northam, Jennifer Ehle, Lena Headey
  - Calvados : Caen (Université de Caen, Château de Caen, Bistrot du Palais, rue Guillaume de Conquérant)

- Ma vraie vie à Rouen d’Olivier Ducastel et Jacques Martineau : avec Ariane Ascaride, Jimmy Tavares, Jonathan Zaccaï
  - Seine-Maritime : Rouen, Dieppe

### 2003
- Le Cœur des hommes de Marc Esposito : avec Bernard Campan, Gérard Darmon, Jean-Pierre Darroussin, Marc Lavoine
  - Calvados : Cabourg (le casino et la promenade Marcel-Proust)

- Tristan de Philippe Harel : avec Mathilde Seigner, Jean-Jacques Vanier, Jean-Louis Loca
  - Calvados : Honfleur (hôtel du Cheval Blanc, notamment)

- Le Bison (et sa voisine Dorine) d'Isabelle Nanty :
  - Seine-Maritime : Le Tréport

- La Beuze de François Desagnat et Thomas Sorriaux : avec Michaël Youn, Vincent Desagnat, Zoé Félix
  - Seine-Maritime : Le Havre

- Michel Vaillant de Louis-Pascal Couvelaire : avec Sagamore Stévenin, Peter Youngblood Hills, Diane Kruger[Où ?]

### 2004
- Qui perd gagne ! de Laurent Benegui : avec Elsa Zylberstein, Thierry Lhermitte, Maurice Bénichou
  - Calvados : Deauville

- Paul dans sa vie de Rémi Mauger
  - Manche : Auderville

- Basse Normandie de Patricia Mazuy et de Simon Reggiani : avec Simon Reggiani, Patricia Mazuy, Bernard Maurel
  - Calvados : Caen (CHU et église Saint-Nicolas), Omaha Beach, Russy
  - Orne : Le Pin-au-Haras (Haras national du Pin)
  - Seine-Maritime : Sotteville-lès-Rouen

- Arsène Lupin de Jean Paul Salomé : avec Romain Duris, Kristin Scott Thomas, Pascal Greggory
  - Seine-Maritime : Saint-Valery-en-Caux, Étretat

- Aux abois de Philippe Collin : avec Élie Semoun, Ludmila Mikaël, Philippe Uchan
  - Eure : Pacy-sur-Eure
  - Seine-Maritime : Dieppe

- Ce qu’ils imaginent d’Anne Théron : avec Marie Trintignant, Anne Cantineau, Aurore Clément
  - Seine-Maritime : Le Havre

- L'Iceberg de Dominique Abel, Bruno Romy et Fiona Gordon : avec Lucy Tulugarjuk, Fiona Gordon, Dominique Abel
  - Manche : Barfleur

- La confiance règne d’Étienne Chatiliez : avec Cécile de France, Vincent Lindon, Éric Berger
  - Calvados : Pont-l'Évêque (Golf Barrière de Saint-Julien), Deauville (Casino Barrière, Hôtel Normandy Barrière), Benerville-sur-Mer (Mont Canisy)
  - Seine-Maritime : Yport

- Les Sucriers de Colleville film documentaire d’Ariane Doublet : avec les ouvriers de l'usine 
  - Seine-Maritime : Colleville (usine de Colleville)

- Pourquoi (pas) le Brésil de Laëtitia Masson : avec Elsa Zylberstein, Marc Barbé, Laëtitia Masson [Où ?]

- Vermilion Souls de Masaki Iwana : avec Mohamed Aroussi, Taku Furusawa, Valentina Miraglia [Où ?]

### 2005
- Foon réalisé par Les Quiches, soit Benoît Pétré, Isabelle Vitari, Déborah Saïag et Mika Tard : avec Alexandre Brik, Aurélie Saada, Morgan Perez, Cécile Cassel
  - Manche : EICAR-Cherbourg

- La Boîte noire de Richard Berry : avec José Garcia, Marion Cotillard, Michel Duchaussoy
  - Manche : Cherbourg, Granville (scènes d'extérieur devant l'hôpital censées se trouver à Cherbourg), Cap de la Hague, Fermanville
  - Calvados : Cricqueville-en-Bessin (la Pointe du Hoc)

- Le Passager de l'été de Florence Moncorgé-Gabin : avec Catherine Frot, Grégori Derangère, Laura Smet, Mathilde Seigner, Jean-Paul Moncorgé, François Berléand
  - Manche : dans La Hague (baie de Quervière, Digulleville, Jobourg, Omonville-la-Petite, Omonville-la-Rogue, Auderville, Omonville-la-Petite, Beaumont-Hague, Biville, Saint-Germain-des-Vaux )

- Saint-Jacques… La Mecque de Coline Serreau : avec Pascal Légitimus, Muriel Robin, Artus de Penguern, Jean-Pierre Darroussin
  - Seine-Maritime : Rouen

- El cantor de Joseph Morder : avec Lou Castel, Luis Rego, Françoise Michaud
  - Seine-Maritime : Le Havre (et agglomération havraise)

- 13 Tzameti de Gela Babluani : avec George Babluani, Aurélien Recoing, Pascal Bongard
  - Seine-Maritime : Fécamp

- EastEnders, un soap opera britannique pour la BBC de Paul Robluski et Clive Arnold : avec Steve McFadden, Adam Woodyatt, Pam St. Clement
  - Calvados : Lisieux, Arromanches-les-Bains, Blangy-le-Château, Pont-l'Évêque, Asnelles

- Imposture de Patrick Bouchitey : avec Patrick Bouchitey, Laetitia Chardonnet, Isabelle Renauld [Où ?]

- La Maison de Nina de Richard Dembo : avec Agnès Jaoui, Sarah Adler, Katia Lewkowicz
  - Eure : Pacy-sur-Eure

- Le petit lieutenant de Xavier Beauvois : avec Nathalie Baye, Jalil Lespert, Roschdy Zem
  - Seine-Maritime : Le Havre

- On va s’aimer d’Ivan Calberac : avec Julien Boisselier, Alexandra Lamy, Mélanie Doutey, Gilles Lellouche
  - Calvados : Houlgate, Villers-sur-Mer

### 2006
- Il sera une fois... de Sandrine Veysset : avec Alphonse Emery, Lucie Régnier, Jean-Christophe Bouvet
  - Calvados : Saint-Aubin-sur-Mer
  - Seine-Maritime : Varengeville-sur-Mer (sur les falaises et sur la plage de Pourville), Dieppe, Vatteville-la-rue

- Lili et le Baobab de Chantal Richard : avec Romane Bohringer, Aminata Zaaria, Saïdou Abatcha
  - Manche : Cherbourg-Octeville  et vue de l'usine de retraitement de la Hague

- Je vais bien, ne t’en fais pas de Philippe Lioret :
  - Calvados : Saint-Aubin-sur-Mer, scène de Lili (Mélanie Laurent) et Thomas (Julien Boisselier) qui se retrouvent sur la plage

- Selon Charlie de Nicole Garcia : Jean-Pierre Bacri, Vincent Lindon, Benoît Magimel, Benoît Poelvoorde, Arnaud Valois
  - Seine-Maritime : Rouen, Dieppe (Mairie de Dieppe avec Jean-Pierre Bacri dans le rôle du maire), Saint-Valery-en-Caux, Varengeville-sur-Mer (le Bois des Moutiers)

- La Science des rêves de Michel Gondry : avec Gael García Bernal, Charlotte Gainsbourg, Alain Chabat, Sacha Bourdo, Emma de Caunes, Miou-Miou, Aurélia Petit, Pierre Vaneck, Stéphane Metzger, Jean-Michel Bernard
  - Orne : Forges

- Changement d’adresse d’Emmanuel Mouret : avec Emmanuel Mouret, Frédérique Bel, Fanny Valette
  - Calvados : Trouville-sur-Mer

- Chez Maupassant, série télévisée en 12 épisodes de 60 minutes et 12 épisodes de 30 minutes proposée par Gérard Jourd'hui et Gaëlle Girre pour France 2, réalisés par Denis Malleval, Claude Chabrol, Laurent Heynemann, Gérard Jourd'hui, Olivier Schatzky, Marc Rivière, Jacques Rouffio, Jacques Santamaria, Philippe Monnier, Jean-Daniel Verhaeghe et Philippe Bérenger : avec Céline Sallette, Eddy Mitchell, Cécile de France, Jérémie Renier, Jean Rochefort, Chloé Lambert, Philippe Torreton, Bruno Putzulu, Thomas Chabrol, Olivier Marchal, Marie Kremer, Marie-Anne Chazel, Régis Laspalès, Évelyne Bouix, Marianne Basler, Guillaume Gouix, Tsilla Chelton, François Berléand, Julien Boisselier, Didier Bénureau, Thierry Frémont, Clotilde Courau, Laurent Gerra, Christophe Hondelatte, Denis Podalydès, Marilou Berry, Daniel Russo, Jean-Pierre Marielle, Laurent Stocker, Robert Hirsch,  Roger Dumas, Anne Parillaud, Ana Girardot, Sophie Artur, Julie Ferrier, Judith Henry, Philippe Chevallier, Pierre Palmade, Arthur Jugnot, Michel Vuillermoz, Bruno Lochet, Cristiana Reali, Patrick Chesnais, Francis Perrin, Gérard Rinaldi, ...
  - Seine-Maritime : Marais-Vernier, Rouen, Yvetot, Sommery, Saint-Valery-en-Caux, Ancretteville-sur-Mer

- Avril de Gérald Hustache-Mathieu : avec Sophie Quinton, Miou-Miou, Nicolas Duvauchelle, Clément Sibony, Richaud Valls
  - Eure : Ménesqueville
  - Seine-Maritime : Rouen

### 2007
- Vent mauvais de Stéphane Allagnon : avec Jonathan Zaccaï, Aure Atika, Bernard Le Coq, Florence Thomassin, Guillaume Viry, Jo Prestia, Axelle Abbadie
  - Manche : Coutainville, Barneville-Carteret, Baie d'Écalgrain, Fermanville, Saint-Vaast-la-Hougue, Gonneville, Auderville (Goury), Jobourg, Vauville

- Darling de Christine Carrière : avec Marina Foïs, Guillaume Canet, Océane Decaudain
  - Manche : Saussey, Saint-Pair-sur-Mer

- La Disparue de Deauville de Sophie Marceau : avec Christopher Lambert, Sophie Marceau, Nicolas Briançon
  - Calvados : Deauville
  - Seine-Maritime : Le Havre (centre commercial Espace Coty, rue Louis Pasteur)

- La maison de Manuel Poirier : avec Sergi López, Bruno Salomone, Bérénice Bejo
  - Orne : Bellême (et environs)

- Le Cœur des hommes 2 de Marc Esposito : avec Bernard Campan, Gérard Darmon, Jean-Pierre Darroussin, Marc Lavoine
  - Calvados : Cabourg
  - Seine-Maritime : Étretat

- Le Deuxième Souffle d’Alain Corneau : avec Daniel Auteuil, Monica Bellucci, Michel Blanc
  - Eure : Gisors

- Retour en Normandie de Nicolas Philibert : avec Anne Borel, Claude Hébert, Nicolas Philibert
  - Orne : Athis-de-l'Orne, Flers et Tinchebray

### 2008
- Disco de Fabien Onteniente : avec Franck Dubosc, Emmanuelle Béart, Gérard Depardieu
  - Seine-Maritime : Le Havre (rue des Magasins-Généraux, le port…), Fécamp (café la Frégate, boulevard Albert 1er)
  - Calvados : Ouistreham (casino de Ouistreham, place Alfred-Thomas), Trouville-sur-Mer

- Deux jours à tuer de Jean Becker : avec Albert Dupontel, Marie-Josée Croze, Pierre Vaneck
  - Manche : Sortosville-en-Beaumont, Émondeville, Barneville-Carteret, Portbail, La Haye-du-Puits

- Go Fast d'Olivier Van Hoofstadt : avec Roschdy Zem, Olivier Gourmet, Jocelyn Lagarrigue
  - Orne : Macé

- Sagan de Diane Kurys : avec Sylvie Testud, Pierre Palmade, Arielle Dombasle, Jeanne Balibar, Lionel Abelanski, Bruno Wolkowitch, Margot Abascal, Gwendoline Hamon
  - Calvados : Deauville (casino), Trouville-sur-Mer, Cabourg

- Rumba d'Abel et Gordon et Bruno Romy : avec Dominique Abel, Fiona Gordon, Bruno Romy
  - Manche : Cherbourg (notamment l'ancien hôpital des armées René le Bas), Flamanville (corons), Valognes
  - Seine-Maritime : Falaises d'Étretat

- L'Ennemi public no 1 de Jean-François Richet : avec Vincent Cassel, Ludivine Sagnier, Mathieu Amalric, Samuel Le Bihan
  - Calvados : Trouville-sur-Mer, Deauville
  - Seine-Maritime : Rouen

- Night and Day (film sud-coréen) de Hong Sang-Soo : avec Yeong-ho Kim, Su-jeong Hwang, Eun-hye Park, Jérémie Elkaïm
  - Calvados : Trouville-sur-Mer

- Agathe Cléry d’Étienne Chatiliez : avec Valérie Lemercier, Anthony Kavanagh, Dominique Lavanant, Jean Rochefort
  - Calvados : Gonneville-sur-Mer

- Jusqu'à toi de Jennifer Devoldere : avec Mélanie Laurent, Justin Bartha, Valérie Benguigui
  - Calvados : Colleville-sur-Mer

- Seuls two d’Éric Judor et Ramzy Bedia : avec Ramzy Bedia, Éric Judor, Hafid F. Benamar
  - Orne : Macé, Mortrée

### 2009
- Incognito d’Éric Lavaine : avec Bénabar, Franck Dubosc et Jocelyn Quivrin
  - Seine-Maritime : Étretat et Les Loges

- Coco avant Chanel d'Anne Fontaine : avec Audrey Tautou, Benoît Poelvoorde, Alessandro Nivola
  - Calvados : Deauville, Trouville-sur-Mer, Cabourg, Merville-Franceville-Plage, Longues-sur-Mer
  - Orne : Le Pin-au-Haras (Haras national du Pin)
  - Manche : Mortain

- Avant-poste d’Emmanuel Parraud : avec Mohammed Bouaoune, Martin Combes, Airy Routier 
  - Eure : Conches-en-Ouche, Louviers, Brionne

- Ce soir je dors chez toi d’Olivier Baroux : avec Jean-Paul Rouve, Mélanie Doutey, Kad Merad
  - Calvados : Benerville-sur-Mer

- Plein sud de Sébastien Lifshitz : avec Yannick Renier, Nicole Garcia, Léa Seydoux
  - Eure : Les Andelys
  - Seine-Maritime : Dieppe, Saint-Pierre-lès-Elbeuf, Elbeuf

- Une pute et un poussin, un court-métrage de Clément Michel : avec Yelle, Clément Michel, Renaud Benoit
  - Seine-Maritime : Dieppe, Neuville-lès-Dieppe

- Une semaine sur deux (et la moitié des vacances scolaires) d’Ivan Calberac : avec Mathilde Seigner, Bernard Campan, Bertille Chabert
  - Manche : Mont-Saint-Michel

- À l'est de moi de Bojena Horackova : avec Patrizia Chraskova, Carole Duffit, Laetitia Spigarelli
  - Eure : Val-de-Reuil
  - Seine-Maritime : Blainville-Crevon, Fécamp

## Années 2010

### 2010
- L'Autre Dumas de Safy Nebbou : avec Gérard Depardieu (Alexandre Dumas), Benoît Poelvoorde (Auguste Maquet), Dominique Blanc (Céleste) et Michel Aumont.
  - Manche :  Auderville, Baie d'Écalgrain, Cherbourg, Saint-Germain-des-Vaux (le long des chemins côtiers), Vauville.

- Belle épine de Rebecca Zlotowski : avec Léa Seydoux, Anaïs Demoustier, Agathe Schlenker 
  - Seine-Maritime : Le Havre

- Elle s’appelait Sarah de Gilles Paquet-Brenner : avec Kristin Scott Thomas, Mélusine Mayance, Niels Arestrup
  - Manche : Saint-Martin-de-Varreville

- Le Meilleur Ami de l'homme de Vincent Mariette : avec Jules-Edouard Moustic, Noémie Lvovsky, Christophe Vandevelde
  - Seine-Maritime : Rouen

- Le nom des gens de Michel Leclerc : avec Sara Forestier, Jacques Gamblin, Zinedine Soualem
  - Seine-Maritime : Saint-Valery-en-Caux

- Les Aventures extraordinaires d'Adèle Blanc-Sec de Luc Besson : avec Louise Bourgoin, Mathieu Amalric, Gilles Lellouche
  - Manche : Cherbourg-en-Cotentin
  - Orne : Mortagne-au-Perche

- Nodame Cantabile (film japonais) d’Hideki Takeuchi et Taisuke Kawamura : avec Juri Ueno, Cynthia Cheston, Hiroshi Tamaki, Eiji Wentz, Laura Windrath, Michiko Kichise
  - Manche : Mont-Saint-Michel

- Ωcéans de Jacques Perrin et Jacques Cluzaud : avec Pierce Brosnan, Jacques Perrin, Pedro Armendáriz Jr.
  - Manche : Cherbourg-en-Cotentin

- Tournée de Mathieu Amalric : avec Miranda Colclasure, Suzanne Ramsey, Dirty Martini
  - Seine-Maritime : Le Havre

- Une nouvelle ère glaciaire de Darielle Tillon : avec Mélaine Lebreton, Anna Picco, Mickael Rebouillau
  - Manche : Le Rozel

### 2011
- Intouchables d’Olivier Nakache et Éric Toledano : avec François Cluzet, Omar Sy et Anne Le Ny
  - Calvados : 
    - Grand Hôtel de Cabourg  (scène finale du film : Éléonore rejoint Philippe au restaurant), plage et arrière-pays (
    - Merville Franceville (baie de Sallenelles, estuaire de l'Orne)

- Angèle et Tony d'Alix Delaporte, avec Clotilde Hesme, Grégory Gadebois, Évelyne Didi
  - Calvados : Caen, Lisieux, Mondeville, Pont-l'Évêque, Creully, Port-en-Bessin-Huppain, Sainte-Honorine-des-Pertes, Colleville-sur-Mer

- Le Havre d’Aki Kaurismäki, avec André Wilms, Jean-Pierre Darroussin, Kati Outinen
  - Le Havre (Gare, Port, Quartier Saint-François)

- Bovines (ou la vraie vie des vaches), documentaire d’Emmanuel Gras
  - Calvados : Donnay, Thury-Harcourt, Clécy

- Equinoxe de Laurent Carceles : avec Aurélien Recoing, Caterina Murino, Jean-François Balmer
  - Manche : Vallée du Lude, Mont-Saint-Michel (Baie du Mont-Saint-Michel)

- Je voulais vous dire de Romain Delange, un des cinq courts-métrages de Cinq fois Nathalie Baye réalisés pour la télévision : avec Nathalie Baye
  - Eure : Condé-sur-Iton

- La Fée de Fiona Gordon, Dominique Abel et Bruno Romy : avec Dominique Abel, Fiona Gordon et Bruno Romy
  - Seine-Maritime : Saint-Jouin-Bruneval, Le Havre (Hôtel de Ville, Quai de la Saône)

- Léa de Bruno Rolland : avec Anne Azoulay, Ginette Garcin, Éric Elmosnino
  - Seine-Maritime : Criquetot-l'Esneval, Le Havre, Harfleur

- Q de Laurent Bouhnik : avec Déborah Révy, Hélène Zimmer, Jimmy Nöel, Christelle Benoit
  - Manche : Auderville, Cherbourg-Octeville, Tourlaville, Vauville

### 2012
- 38 Témoins de Lucas Belvaux : avec Yvan Attal, Sophie Quinton, Nicole Garcia, Natacha Régnier
  - Seine-Maritime : Le Havre (rue de Paris, capitainerie du Port autonome, quais du Terminal de France), Sainte-Adresse

- Populaire de Régis Roinsard : avec Romain Duris, Déborah François, Bérénice Bejo, Mélanie Bernier
  - Calvados : Lisieux
  - Manche :  Bacilly
  - Orne : Vimoutiers, l'ancien café près de l'église (choisi pour son état d'origine années 1950 ; cC'est le lieu principal où a été jouée une grande partie des scènes) et le magasin de sport rue du moulin (choisi pour sa façade datant de la reconstruction)

- Arthur Flèche, téléfilm pour Canal + de Samuel Hercule : avec Yann Barthès, Jean-Luc Porraz, Lola Naymark
  - Seine-Maritime : Rouen

- Au galop de Louis-Do de Lencquesaing : avec Marthe Keller, Valentina Cervi, Alice de Lencquesaing [Où ?]

- Deux flics sur les docks (série télévisée, saison 2) d’Edwin Baily : avec Bruno Solo, Jean-Marc Barr
  - Seine-Maritime : Le Havre

- La Bifle de Jean-Baptiste Saurel : avec Franc Bruneau, Vanessa Guide, David Nuñes
  - Seine-Maritime : Rouen, Saint-Léger-du-Bourg-Denis

- Ma bonne étoile d’Anne Fassio : avec Christophe Lambert, Claude Brasseur, Fleur-Lise
  - Calvados : Trouville-sur-Mer, Cabourg, Deauville, Bénerville-sur-Mer
  - Seine-Maritime : Varengeville-sur-Mer, Dieppe, Hautot-sur-Mer

- Sport de filles de Patricia Mazuy : avec Marina Hands, Bruno Ganz, Josiane Balasko
  - Calvados : Saint-Gatien-des-Bois
  - Orne : Trun, Gacé, Le Pin-au-Haras

- Clip de la chanson Sun du groupe nord irlandais Two Door Cinema Club, réalisé par JUL&MAT en octobre 2012
  - Seine-Maritime : Sainte-Adresse

- Un enfant de toi de Jacques Doillon : avec Lou Doillon, Samuel Benchetrit, Malik Zidi
  - Calvados : Varaville, Cabourg (Massif d'Allauch)

### 2013
- Malavita de Luc Besson : avec Robert De Niro, Michelle Pfeiffer, Tommy Lee Jones, Dianna Agron
  - Calvados : Sainte-Foy-de-Montgommery
  - Orne : Gacé (notamment le collège Jean-Moulin, transformé pour l’occasion en lycée Jules-Valles), Le Sap et L'Aigle, La Trinité-des-Laitiers, Saint-Evroult-de-Montfort, Sées

- Mes séances de lutte de Jacques Doillon : avec Sara Forestier, James Thierrée, Louise Szpindel
  - Calvados : Courtonne-les-Deux-Églises

- Mouton de Marianne Pistone et Gilles Deroo : avec Michael Mormentyn, David Merabet, Audrey Clément
  - Calvados : Arromanches-les-Bains, Courseulles-sur-Mer, Bretteville-l'Orgueilleuse

- Attila Marcel de Sylvain Chomet : avec Guillaume Gouix, Anne Le Ny, Bernadette Lafont
  - Calvados : Trouville-sur-Mer

- Chez nous c'est trois ! de Claude Duty : avec Noémie Lvovsky, Marie Kremer, Stéphane De Groodt
  - Seine-Maritime : Rouen, Hautot-sur-Seine

- Deux flics sur les docks (série télévisée, saison 3) d’Edwin Baily : avec Bruno Solo, Jean-Marc Barr
  - Seine-Maritime : Le Havre

- Fleurs et brume (série télévisée chinoise) de Ding Yang Guo : avec Ju Jin-mo, Lin Ruby, Li Sheng, Zhang Rui
  - Seine-Maritime : falaises d'Étretat

- Hôtel Normandy de Charles Nemes : avec Eric Elmosnino, Héléna Noguerra, Ary Abittan
  - Deauville (Hôtel Normandy Barrière)

- Dans le cadre la collection « Le jeu des 7 Familles », épisode : L’Aurore boréale de Keren Ben Rafael : avec Hippolyte Girardot, Ana Girardot, Marc Citti
  - Seine-Maritime : Rouen

- Le Cœur des hommes 3 de Marc Esposito : avec Bernard Campan, Jean-Pierre Darroussin, Marc Lavoine, Éric Elmosnino
  - Calvados : Cabourg

- Les Lendemains de Bénédicte Pagnot : avec Pauline Parigot, Pauline Acquart, Louise Szpindel
  - Calvados : Caen

- Meurtres à Saint-Malo (Téléfilm pour France 3) de Lionel Bailliu : avec Bruno Solo, Louise Monot, Swann Arlaud, Aurélien Wiik
  - Manche : Mont-Saint-Michel

- Midnight Globe de Jonathan Musset : avec Jean Berliet, Anthony Bertaud, Lio Blanchedan
  - Manche : Mont-Saint-Michel

- Paulette de Jérôme Enrico : avec Bernadette Lafont, Carmen Maura, Dominique Lavanant
  - Calvados : Cabourg, Deauville

- Tu seras un homme de Benoît Cohen : avec Aurelio Cohen, Jules Sagot, Éléonore Pourriat
  - Manche : Blainville-sur-Mer

- Turf de Fabien Onteniente : avec Alain Chabat, Édouard Baer, Gérard Depardieu
  - Calvados : Ouistreham, Cabourg (Palais de Justice), Dozulé, Merville-Franceville-Plage
  - Orne : Le Sap

### 2014
- La Famille Bélier d'Éric Lartigau : avec Louane, Karin Viard, François Damiens, Éric Elmosnino
  - Orne : Domfront-en-Poiraie, Domfront

- Madame Bovary de Sophie Barthes : avec Ezra Miller, Mia Wasikowska, Paul Giamatti
  - Orne : Condeau (Château de Villeray), Saint-Germain-des-Grois, Bellême, Sainte-Gauburge-Sainte-Colombe, Le Pin-la-Garenne (et ses environs), Mortagne-au-Perche, Sées
  - Seine-Maritime : Rouen (Cathédrale de Rouen)

- D-Day, Normandie 1944 de Pascal Vuong : l’Histoire du D-Day racontée par Tom Brokaw et François Cluzet
  - Calvados : Merville-Franceville
  - Manche : Sainte-Marie-du-Mont

- À coup sûr de Delphine de Vigan : avec Laurence Arné, Éric Elmosnino, Didier Bezace
  - Calvados : Cabourg

- Deux flics sur les docks (série télévisée, saison 4) d’Edwin Baily : avec Bruno Solo, Jean-Marc Barr
  - Seine-Maritime : Le Havre, Sainte-Adresse

- La liste de mes envies de Didier Le Pêcheur : avec Mathilde Seigner, Marc Lavoine, Virginie Hocq
  - Seine-Maritime : Étretat

- La Ritournelle de Marc Fitoussi : avec Isabelle Huppert, Jean-Pierre Darroussin, Michael Nyqvist
  - Manche : Saint-Hilaire-Petitville
  - Seine-Maritime : Saint-Valery-en-Caux, Thérouldeville, Theuville-aux-Maillots, Veules-Les-Roses

- Le Beau Monde de Julie Lopes Curval : avec Ana Girardot, Bastien Bouillon, Baptiste Lecaplain
  - Calvados : Omaha Beach, Arromanches-les-Bains, Tracy-sur-Mer, Géfosse-Fontenay, Bayeux (Musée de la Tapisserie de Bayeux, Pâtisserie La Reine Mathilde, quartier de la Vallée-des-Prés), Grandcamp-Maisy

- Les Yeux jaunes des crocodiles de Cécile Telerman : avec Julie Depardieu, Emmanuelle Béart, Patrick Bruel
  - Calvados : Trouville-sur-Mer

- Clip de la chanson Jour 1 de Louane
  - Seine-Maritime : Le Havre (Skate Park), Étretat

- Par acquit de conscience de Maxime Chattam : avec Amandine Dewasmes, Alexandre Zeff, Gabrielle Atger
  - Seine-Maritime : Saint-Martin-de-Boscherville

- Week-ends d’Anne Villacèque : avec Karin Viard, Noémie Lvovsky, Jacques Gamblin
  - Seine-Maritime : Bréauté, Vattetot-sur-Mer, Gonneville-la-Mallet, Fécamp, Bénouville, Étretat, Le Tilleul

### 2015
- Le Tournoi d'Élodie Namer : avec Michelangelo Passaniti, Lou de Laâge, Magne-Håvard Brekke
  - Calvados : Deauville

- Comment c'est loin d’Orelsan et Christophe Offenstein : avec Orelsan, Christophe Offenstein, Stéphanie Murat
  - Calvados : Caen et sa périphérie (Mondeville, Carpiquet, Rots) et Saint-Aubin-sur-Mer

- Un amour de Richard Copans : avec Dominique Blanc
  - Calvados : plages du débarquement, Colleville-sur-Mer, Colombières

- Mon roi de Maïwenn : avec Vincent Cassel, Emmanuelle Bercot, Louis Garrel
  - Calvados : Deauville

- Marguerite et Julien de Valérie Donzelli : avec Anaïs Demoustier, Jérémie Elkaïm, Frédéric Pierrot
  - Manche : Tourlaville (Château des Ravalet), Gonneville, Auderville, Biville, Eculleville, Jobourg, Saint-Vaast-la-Hougue (Île de Tatihou), Saint-Lô-d’Ourville, Barfleur

- La Loi du marché de Stéphane Brizé : avec Vincent Lindon, Karine de Mirbeck, Matthieu Schaller
  - Calvados : Benerville-sur-Mer

- L’Astragale de Brigitte Sy : avec Leïla Bekhti, Reda Kateb, Esther Garrel 
  - Manche : Agon-Coutainville, Barneville-Carteret, Blainville-sur-Mer

- Guillaume, la jeunesse du conquérant  de Fabien Drugeon : avec Tiésay Deshayes, Jean-Damien Détouillon, Dan Bronchinson
  - Calvados : Caen, Clarbec, Ouistreham, La Pommeraye
  - Manche : Pirou
  - Orne : Putanges-le-Lac (Rabodange), Saint-Philbert-sur-Orne

- Deux flics sur les docks (série télévisée, saison 5) d’Edwin Baily : avec Bruno Solo, Jean-Marc Barr
  - Seine-Maritime : Le Havre, Sainte-Adresse

- Clip de la chanson We Were Here d’Héloïse Godet réalisé par Bode : avec Héloïse Godet, Franc Bruneau
  - Le Havre (la grande roue, Scène Nationale du Volcan)

### 2016
- Willy 1er de Ludovic et Zoran Boukherma, Marielle Gautier et Hugo P. Thomas : avec Daniel Vannet, Noémie Lvovsky, Romain Léger
  - Seine-Maritime : Caudebec-en-Caux

- Une vie de Stéphane Brizé : avec Judith Chemla, Jean-Pierre Darroussin, Yolande Moreau
  - Calvados : Le Mesnil-sur-Blangy, Les Authieux-sur-Calonne, Pierrefitte-en-Auge, Juaye-Mondaye, Le Pin
  - Seine-Maritime : Étretat

- The cold front de Roman Volobuev : Darya Charusha, Aleksandr Molochnikov, Svetlana Ustinova
  - Manche : Le Rozel

- Sur le plancher des vaches de Fabrice Tempo : avec Damien Jouillerot, Marie Berto, Mélanie Leray, Bernard Blancan
  - Seine-Maritime : Dieppe, Bardouville

- Peur de rien de Danielle Arbid : avec Manal Issa, Vincent Lacoste, Paul Hamy
  - Seine-Maritime : Rouen

- Les Filles au Moyen Âge d’Hubert Viel : avec Chann Aglat, Léana Doucet, Malonn Lévana
  - Calvados : Mondeville, Lantheuil, Saint-Gabriel-Brécy, Tierceville, Basly, Thaon,
  - Manche : Mortain, Gratot, Saint-Fromond, Cerisy-la-Forêt

- Le Fils de Joseph d’Eugène Green : avec Victor Ezenfis, Natacha Régnier, Fabrizio Rongione, Mathieu Amalric
  - Calvados : Ver-sur-Mer

- La Femme de l’armateur de Nicolas Boulenger : avec Philippe Jouan, Anaïs Tellenne, Nicolas Boulenger
  - Calvados : Caen, Trouville-sur-Mer, Deauville

- Iris de Jalil Lespert : avec Romain Duris, Charlotte Le Bon, Jalil Lespert
  - Calvados : Tourgéville

- Éperdument de Pierre Godeau : avec Adèle Exarchopoulos, Guillaume Gallienne, Stéphanie Cléau
  - Seine-Maritime : Étretat

- Contrat de mariage (film chinois) de Liu Guonan : avec Jin Qiao Qiao, Sammi Cheng
  - Seine-Maritime : Veules-les-Roses

- Visages, villages, documentaire d’Agnès Varda : avec Jean-Paul Beaujon, Amaury Bossy, Yves Boulen
  - Manche : Pirou
  - Seine-Maritime : Sainte-Marguerite-sur-Mer, Le Havre

### 2017
- Va, Toto ! de Pierre Creton : avec Pierre Creton, Vincent Barré, Françoise Lebrun, Evelyne Didi
  - Seine-Maritime : Bréauté, Vattetot-sur-Mer
- The Package (série télévisée sud-coréenne) de Chun Chang Keun : avec Lee Yeon-hee, Jung Yong-hwa, Choi Woo-shik, Yoon Park, Ryu Seung-soo, Jang Seung-jo, Ha Si-eun 
  - Calvados : Trouville-sur-Mer, Honfleur, Deauville
  - Manche : le Mont-Saint-Michel

- Submergence de Wim Wenders : avec James McAvoy, Alicia Vikander, Charlotte Rampling
  - Seine-Maritime : Dieppe, Saint-Valery-en-Caux

- Si Paris n’était pas si joyeux (film chinois) de Zhang Bo Li
  - Seine-Maritime : Étretat

- Numéro Une de Tonie Marshall : avec Emmanuelle Devos, Suzanne Clément, Richard Berry
  - Calvados : Deauville

- Bad Buzz de Stéphane Kazandjian : avec Bérengère Krief, Eric Metzger, Quentin Margot, Marie-Anne Chazel
  - Seine-Maritime : Le Havre (port industriel)

- Monsieur et Madame Adelman de Nicolas Bedos : avec Nicolas Bedos, Doria Tillier , Denis Podalydes, Antoine Gouy, Christiane Millet, Pierre Arditi, Zabou Breitman, Julien Boisselier, Jean-Pierre Lorit, Fleur Geffrier, Grégoire Tachnakian
  - Seine-Maritime : Étretat (la falaise d'Amont)

### 2018
- The Happy Prince de Rupert Everett : avec Colin Firth, Emily Watson, Rupert Everett
  - Calvados : Trouville-sur-Mer, Deauville
  - Seine-Maritime : Étretat, Le Tilleul

- Sparring de Samuel Jouy : avec Mathieu Kassovitz, Olivia Merilahti, Souleymane M'Baye
  - Seine-Maritime : Le Havre

- Milla de Valérie Massadian : avec Severine Jonckeere, Luc Chessel, Ethan Jonckeere
  - Manche : Cherbourg-en-Cotentin

- Meurtre à Omaha Beach (Téléfilm pour France 3) de Claude-Michel Rome : avec Claire Borotra, Claire Chazal, Michel Jonasz, Jean-François Balmer
  - Calvados : Caen, Beuvron-en-Auge, Saint-Pierre-du-Jonquet, Troarn, Colleville-sur-Mer (Mairie), Merville-Franceville-Plage, Touffréville

- Liam Dan Laila (film indonésien) de Arief Malinmudo : avec Nirina Zubir, Jonatan Cerrada, David Chalik
  - Seine-Maritime : Rouen

- Koursk (film luxembourgeois) de Thomas Vinterberg : avec Colin Firth, Léa Seydoux, Matthias Schoenaerts
  - Manche : Cherbourg-en-Cotentin (sous-marin Le Redoutable à La Cité de la Mer)

- Groom (Web-série) de Théodore Bonnet : avec Jérôme Niel, Adrien Ménielle, Vincent Tirel
  - Calvados : Grand Hôtel de Cabourg

- Voyez comme on danse de Michel Blanc : avec Karin Viard, Carole Bouquet, Charlotte Rampling, Jean-Paul Rouve, William Lebghil, Jacques Dutronc, Michel Blanc, Guillaume Labbé, Sara Martins, Émilie Caen, Annie Mercier, Mikaël Chirinian, Sandra Colombo, Philippe Vieux, Céline Mauge
  - Calvados : Cabourg

### 2019
- Un homme abîmé, téléfilm de Philippe Triboit : avec Yannick Choirat, Anne Marivin, Jérémy Gillet, Léana Dubourg, Didier Flamand, Grégoire Monsaingeon
  - Seine-Maritime : Le Havre

- The girl who wore freedom de Terry Jun et Christian Taylor : avec Corey Johnson, Christian Taylor, Helen Patton
  - Manche : Hiesville, Sainte-Marie-du-Mont, Sainte-Mère-Église, Carentan-les-Marais

- Thalasso de Guillaume Nicloux : avec Gérard Depardieu, Michel Houellebecq, Luc Schwarz, Maxime Lefrançois
  - Calvados : Cabourg

- Sibyl de Justine Triet : avec Virginie Efira, Adèle Exarchopoulos, Gaspard Ulliel, Niels Schneider
  - Seine-Maritime : Varengeville-sur-Mer, Le Tréport

- Mortel (film américain) de Frédéric Garcia : avec Carl Malapa, Nemo Schiffman, Manon Bresch
  - Seine-Maritime : Le Havre

- Lost in love (film chinois) de Huo Jianqi : avec Xiao Chen, Juan Du, Jia Wang
  - Seine-Maritime : Étretat

- Les Plus Belles Années d'une vie de Claude Lelouch : avec Jean-Louis Trintignant, Anouk Aimée, Souad Amidou
  - Calvados : Trouville-sur-Mer, Deauville, Tourgéville, Beaumont-en-Auge

- Les Parfums de Grégory Magne : avec Emmanuelle Devos, Grégory Montel, Gustave Kervern
  - Calvados : Trouville-sur-Mer

- Le Bel Été de Pierre Creton : avec Gaston Ouedraogo, Sophie Lebel, Yves Edouard
  - Calvados : Trouville-sur-Mer
  - Seine-Maritime : Daubeuf-Serville, Vattetot-sur-Mer, Dieppe, Saint-Jouin-Bruneval, Fécamp, Le Havre, Bénouville, Étretat, Les Loges

- Debout sur la montagne de Sébastien Betbeder : avec William Lebghil, Izïa Higelin, Bastien Bouillon
  - Seine-Maritime : Varengeville-sur-Mer, Étretat

- 100 Kilos d'étoiles de Marie-Sophie Chambon : avec Philippe Rebbot, Isabelle de Hertogh, Élise Havelange, Laure Duchene, Angèle Metzger, Pauline Serieys
  - Seine-Maritime : Canteleu, Orival, Saint-Étienne-du-Rouvray

## Années 2020

### 2020
- Clip de la chanson Set you free de Senda Boutella, réalisé par Alexinho Mougeolle
  - Calvados : Honfleur (la plage du Butin)
  - Seine-Maritime : Le Havre (Porte Océane/Plage (Sculpture UP#3), skatepark du Havre), Étretat (les fameuses falaises)

- Rocketry the Namby effect (film indien) de Madhavan et Prajesh Sen : avec Madhavan, Bhawsheel Sahni, Arnaud Humbert
  - Eure : Vernon

- Poissonsexe d’Olivier Babinet : avec Ellen Dorrit Petersen, Gustave Kervern, Jean-Benoît Ugeux, India Hair
  - Manche : Cherbourg-en-Cotentin, Digosville, Tourlaville, Auderville

- Pile Poil de Lauriane Escaffre et Yvonnick Muller : avec Grégory Gadebois, Madeleine Baudot, Brigitte Masure, Sophie Robin
  - Seine-Maritime : Rouen, Oissel

- Montmartre de papa (film sud-coréen) de Byung-Woo Min
  - Seine-Maritime : Étretat

- La Révolution (série télévisée) d’Aurélien Molas : avec Marilou Aussilloux, Coline Beal, Mamadou Doumbia
  - Manche : Barneville-Carteret

- L’Homme du président (film sud-coréen) de Woo Min-ho : avec Lee Byung-hun, Lee Sung-min, Kwak Do-won
  - Eure : Vernon (rue de la Ravine)

- Clip d’Eternal light de GRAViiTY, réalisé par le granvillais Jonathan Perrut
  - Manche : Cherbourg-en-Cotentin, le Mont-Saint-Michel, Coutances, Gratot (Château de Gratot), Agon-Coutainville, Barneville-Carteret, Sainte-Mère-Église, Sainte-Marie-du-Mont (Utah Beach), Gouville-sur-Mer (cabines de plage)
  - L'agence d'attractivité Latitude Manche a travaillé avec le producteur GRAViiTY, étoile montante de la musique électronique, afin de créer l'identité sonore du département. Ce travail a donné lieu à un morceau, Eternal light, et à une vidéo. « Ce morceau est né lors d'un voyage de GRAViiTY dans la Manche, à l'été 2019, au cours duquel il a fait le tour du département pour s'imprégner des lieux », rapporte Jonathan Perrut tout en évoquant « le véritable coup de foudre de l'artiste pour le département »[2].

- Été 85 de François Ozon : avec Félix Lefebvre, Benjamin Voisin, Philippine Velge, Valeria Bruni-Tedeschi, Melvil Poupaud, Isabelle Nanty
  - Seine-Maritime : Yport, Eu, Le Tréport, Hautot-sur-Mer (Pourville-sur-Mer)

- Ala Vaikuntapuramuloo (film indien) de Trivikram Srinivas : avec Allu Arjun, Pooja Hegde, Tabu
  - Manche : Mont-Saint-Michel

- Meurtres à Granville (téléfilm France 3) de Christophe Douchand
  - Manche : Granville, Saint-Pair-sur-Mer, Blainville-sur-Mer et Bricqueville-sur-Mer

### 2021
- Ouistreham d’Emmanuel Carrère : avec Juliette Binoche, Louise Pociecka, Hélène Lambert, Aude Ruyter, Steve Papagiannis, Léa Carne, Émily Madeleine, Patricia Prieur, Évelyne Porée, Didier Pupin, Louis-Do de Lencquesaing, Charline Bourgeois-Tacquet, 
  - Calvados : Caen (principalement dans le quartier de La Guérinière et dans le centre-ville), Bavent, Bayeux, Colombelles, Giberville, Hérouville-Saint-Clair (salle de la Fonderie), Lion-sur-Mer, Louvigny, Merville-Franceville-Plage, Mondeville, et Ouistreham
  - Manche : Cherbourg-en-Cotentin (Port de Cherbourg)[3],[4]

- Lupin (série télévisée) de Louis Leterrier : avec Omar Sy, Ludivine Sagnier, Vincent Londez, Shirine Boutella, Hervé Pierre
  - Étretat (les falaises d’Étretat)

- Louloute d’Hubert Viel : avec Alice Henri, Laure Calamy, Bruno Clairefond, Erika Sainte
  - Calvados : Valorbiquet

- Fox Hunt (film chinois) de Léo Zhang : avec Tony Leung, Duan Yihong, Qiu Xiahou, José Garcia, Olivier Rabourdin, Justin Blanckaert, Olga Kurylenko
  - Manche : La Hague (port d’Omonville-la-Rogue)

- Albatros de Xavier Beauvois : avec Jérémie Renier, Iris Bry, Victor Belmondo, Marie-Julie Maille
  - Seine-Maritime : Auberville-la-Renault, Saint-Jouin-Bruneval, Fécamp, Le Havre, Bénouville, Étretat, Les Loges

- On est fait pour s'entendre de Pascal Elbé : avec Sandrine Kiberlain, Pascal Elbé, Manon Lemoine, Valérie Donzelli, Emmanuelle Devos, François Berléand, Marthe Villalonga, Claudia Tagbo, Frédéric Merlo, Anne Azoulay, Antoine Gouy, Bérangère McNeese, Atmen Kelif,  Philippe Uchan, Julia Faure, Michel Boujenah, Nicolas Vaude, Patrice Abbou, Jacky Nercessian
  - Calvados : Cabourg, Houlgate

### 2022
- Tempête de Christian Duguay : avec Mélanie Laurent, Pio Marmaï, Hugo Becker, Kacey Mottet-Klein, Carmen Kassovitz, Atmen Khelif, Carole Bouquet, Danny Huston
  - Manche : Utah Beach, la plage du Cap de Carteret à Barneville-Carteret, les dunes d’Hatainville (Les Moitiers-d’Allonne).

- Mon héroïne de Noémie Lefort : avec Chloé Jouannet, Pascale Arbillot, Louise Coldefy, Brigitte Fossey, Firmine Richard, Chris Marques
  - Seine-Maritime : Rouen (la cathédrale, la rue Saint-Romain, l’aître Saint-Maclou, la gare, la cour de l’école des Sapins …)[5],[6]

### 2023
- La Vie devant toi, un téléfilm français réalisé par Sandrine Veysset : avec Zoé Heran, Maïra Schmitt, Éléonore Bernheim, David Kammenos, Christelle Reboul, Philippe Dusseau, Julie Moulier, Xavier Widhoff et Teïlo Azaïs
  - Seine-Maritime : Rouen et sa région (Grand-Couronne, Mont-Saint-Aignan, Petit-Quevilly et Sotteville-lès-Rouen)[7],[8],[9]
  - Le tournage se déroule du 18 novembre au 16 décembre 2021 et la diffusion a lieu le mercredi 14 juin 2023.
- Marie-Line et son juge de Jean-Pierre Améris : avec Louane Emera, Michel Blanc, Victor Belmondo, Philippe Rebbot, Nathalie Richard, Alexandra Gentil et Stéphanie Bataille
  - Seine-Maritime : Le Havre.
- Gérald le Conquérant de Fabrice Éboué (tournage en cours en 2023)
  - Calvados : Bayeux, Caen (maison d'arrêt), Falaise, Douville-en-Auge et Omaha Beach
  - Manche : Avranches
- L'Amour et les Forêts de Valérie Donzelli : avec Virginie Efira, Melvil Poupaud, Marie Rivière, Dominique Reymond, Bertrand Belin, Romane Bohringer, Laurence Côte, Virginie Ledoyen, Guang Ho, Philippe Uchan et Nathalie Richard
  - Seine-Maritime : Sainte-Adresse
  - Honfleur (quai Saint-Étienne du vieux bassin et le quartier Sainte-Catherine[10]), région de Caen[11],[12]
- L'Abbé Pierre de Frédéric Tellier : avec Benjamin Lavernhe, Emmanuelle Bercot, Michel Vuillermoz, Chloé Stefani, Xavier Mathieu, Malik Amraoui, Martin Ploderer (de), Fred Weis[13], Suzanne-Marie Gabriel, Léa Wiazemsky, Amélie Bénady, Yann Cotty, Joe Sheridan, Yann Lerat, Alexandre De Caro et Christophe Favre
  - Manche : Agon-Coutainville
- Les Rois de la piste de Thierry Klifa avec notamment Fanny Ardant, Mathieu Kassovitz, Lætitia Dosch et Nicolas Duvauchelle.
  - Manche : Barfleur, Barneville-Carteret, Cherbourg-en-Cotentin (notamment la librairie Les Schistes Bleus), Gatteville-le-Phare, château de Quinéville, Réville, Utah Beach[14],[15]
- Nouveau Départ de Philippe Lefebvre avec notamment Franck Dubosc, Karin Viard, Clotilde Courau, Youssef Hajdi, Tom Leeb et Clémentine Baert
  - Calvados : Deauville

### 2024
- Finalement de Claude Lelouch avec notamment Kad Merad, Elsa Zylberstein, Michel Boujenah, Sandrine Bonnaire, Barbara Pravi, Françoise Gillard, Marianne Denicourt, Françoise Fabian, François Morel, Raphaël Mezrahi, Clémentine Célarié, Lionel Abelanski, Dominique Pinon, Julie Ferrier
  - Calvados : Pegasus Bridge à Bénouville
  - Manche : Mont-Saint-Michel et sa baie[16]